# 埃塔沃和博基欧
埃塔沃和博基欧（法語：Étaves-et-Bocquiaux，法語發音：[etav e bɔkjo]）是法国上法蘭西大區埃纳省的一个市镇，属于圣康坦区。

## 地理
埃塔沃和博基欧（49°56'19"N, 3°27'14"E）面积13.68 平方千米，位于法国上法蘭西大區埃纳省，该省份为法国北部内陆省份，北起北部省，西接索姆省和瓦兹省，东临阿登省和马恩省，西南至塞纳-马恩省，东北部与比利时接壤。
与埃塔沃和博基欧接壤的市镇（或旧市镇、城区）包括：艾松维尔-贝诺维尔、克鲁瓦丰索姆、菲约莱讷、丰索姆、大弗雷努瓦、蒙蒂尼-昂纳鲁艾斯、瑟邦库尔。
埃塔沃和博基欧的时区为UTC+01:00、UTC+02:00（夏令时）。

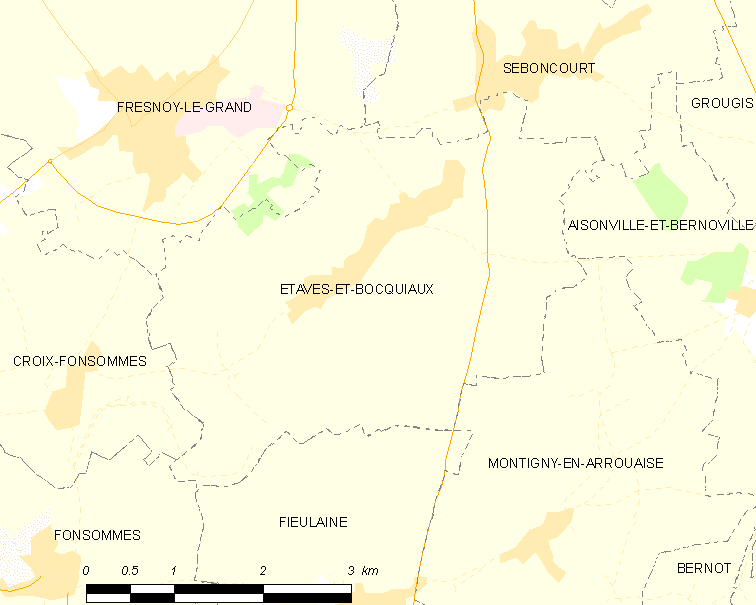
埃塔沃和博基欧的OSM定位图

## 行政
埃塔沃和博基欧的邮政编码为02110，INSEE市镇编码为02293。

## 政治
埃塔沃和博基欧所属的省级选区为博安昂韦尔芒多瓦县。

## 人口

1962-2008年间埃塔沃和博基欧人口变化图示

埃塔沃和博基欧于2022年1月1日时的人口数量为546人。